# سیارک ۹۵۸۵۱
سیارک ۹۵۸۵۱ (به انگلیسی: 95851 Stromvil، نامگذاری:2003FD123) نود و پنج هزار و هشتصد و پنجاه و یکمین سیارک کشف شده‌است که در ۲۶ مارس ۲۰۰۳ کشف شد.